# Placówka Straży Celnej „Ługi”

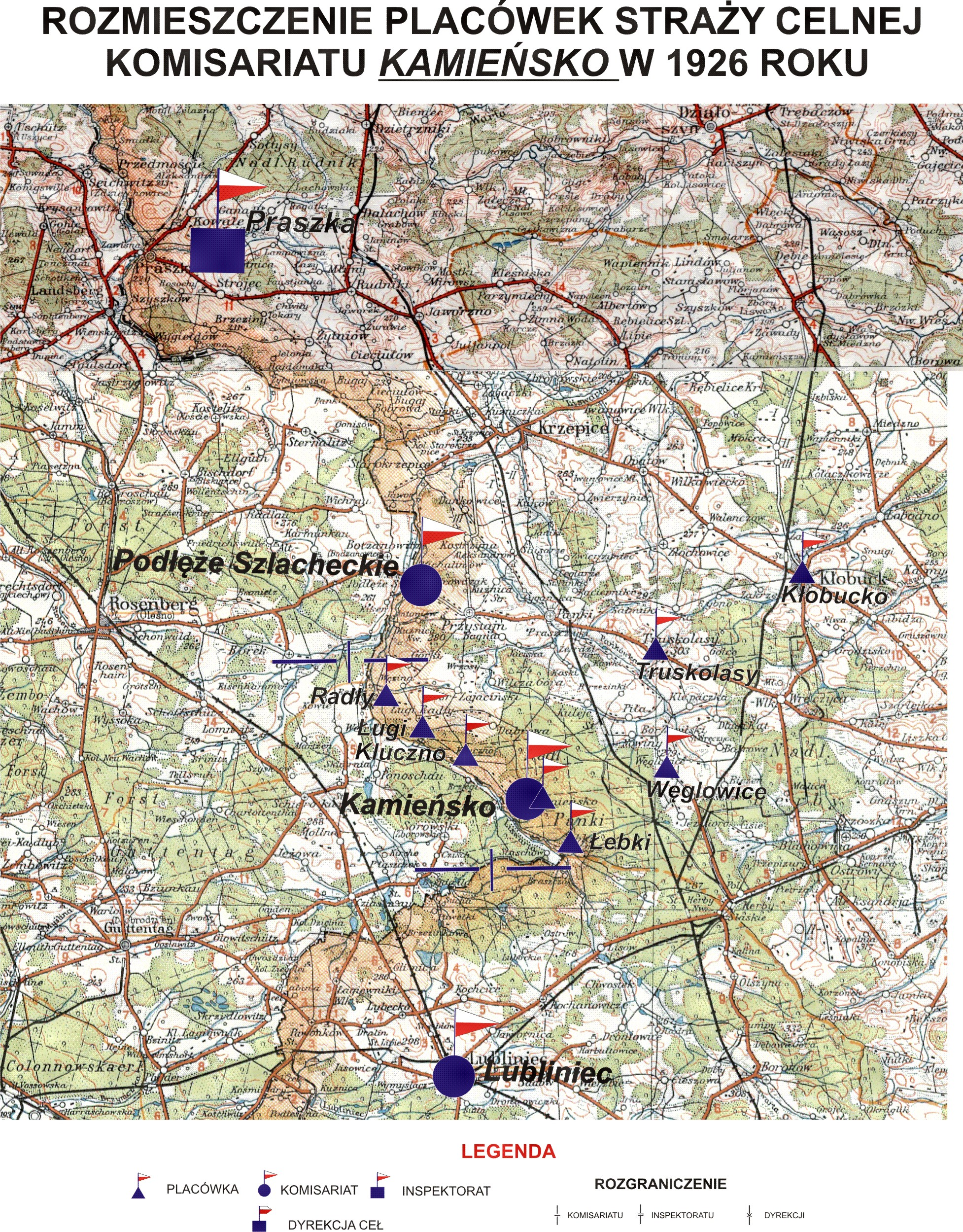
Rozmieszczenie placówek
komisariatu SC „Kamińsko”

Placówka Straży Celnej „Ługi” – jednostka organizacyjna Straży Celnej pełniąca w okresie międzywojennym służbę ochronną na granicy polsko-niemieckiej.

## Formowanie i zmiany organizacyjne
Na wniosek Ministerstwa Skarbu, uchwałą z 10 marca 1920 roku, powołano do życia Straż Celną. Od połowy 1921 roku jednostki Straży Celnej rozpoczęły przejmowanie odcinków granicy od pododdziałów Batalionów Celnych. Proces tworzenia Straży Celnej trwał do końca 1922 roku. Placówka Straży Celnej „Ługi” weszła w podporządkowanie komisariatu Straży Celnej „Kamińsko” z Inspektoratu SC „Praszka”.
W drugiej połowie 1927 roku przystąpiono do gruntownej reorganizacji Straży Celnej. W praktyce skutkowało to rozwiązaniem tej formacji granicznej. Ochronę granicy północnej, zachodniej i południowej granicy państwa przejęła powołana z dniem 2 kwietnia 1928 roku  Straż Graniczna.
Rozkazem nr 11 z 9 stycznia 1930 roku w sprawie reorganizacji Wielkopolskiego Inspektoratu Okręgowego komendant Straży Granicznej płk Jan Jur-Gorzechowski ustalił numer i nową organizację komisariatu SG „Panki”. 
Z dniem 26 sierpnia 1932 roku w komisariacie została utworzona nowa placówka Straży Granicznej I linii „Rady-Ługi”.

## Funkcjonariusze placówki
Kierownicy placówki
| stopień    | imię i nazwisko, numer    | okres pełnienia służby | kolejne stanowisko |
| ---------- | ------------------------- | ---------------------- | ------------------ |
| przodownik | Stanisław Jaskulski (603) | był w 1926             |                    |

Obsada personalna placówki w 1926:

- przodownik Stanisław Jaskulski (603)
- strażnik Henryk Kuczerski (646)
- strażnik Franciszek Nowak (657)
- strażnik Józef Michalak (805)
- strażnik Feliks Rohlaf (710)
- strażnik Antoni Tomaszczyk (876)
- strażnik Stanisław Zacharek (680)
- strażnik Stanisław Szczygielski (759)